# 1918
1918 (MCMXVIII) a fost un an obișnuit al calendarului gregorian, care a început într-o zi de marți.

## Evenimente

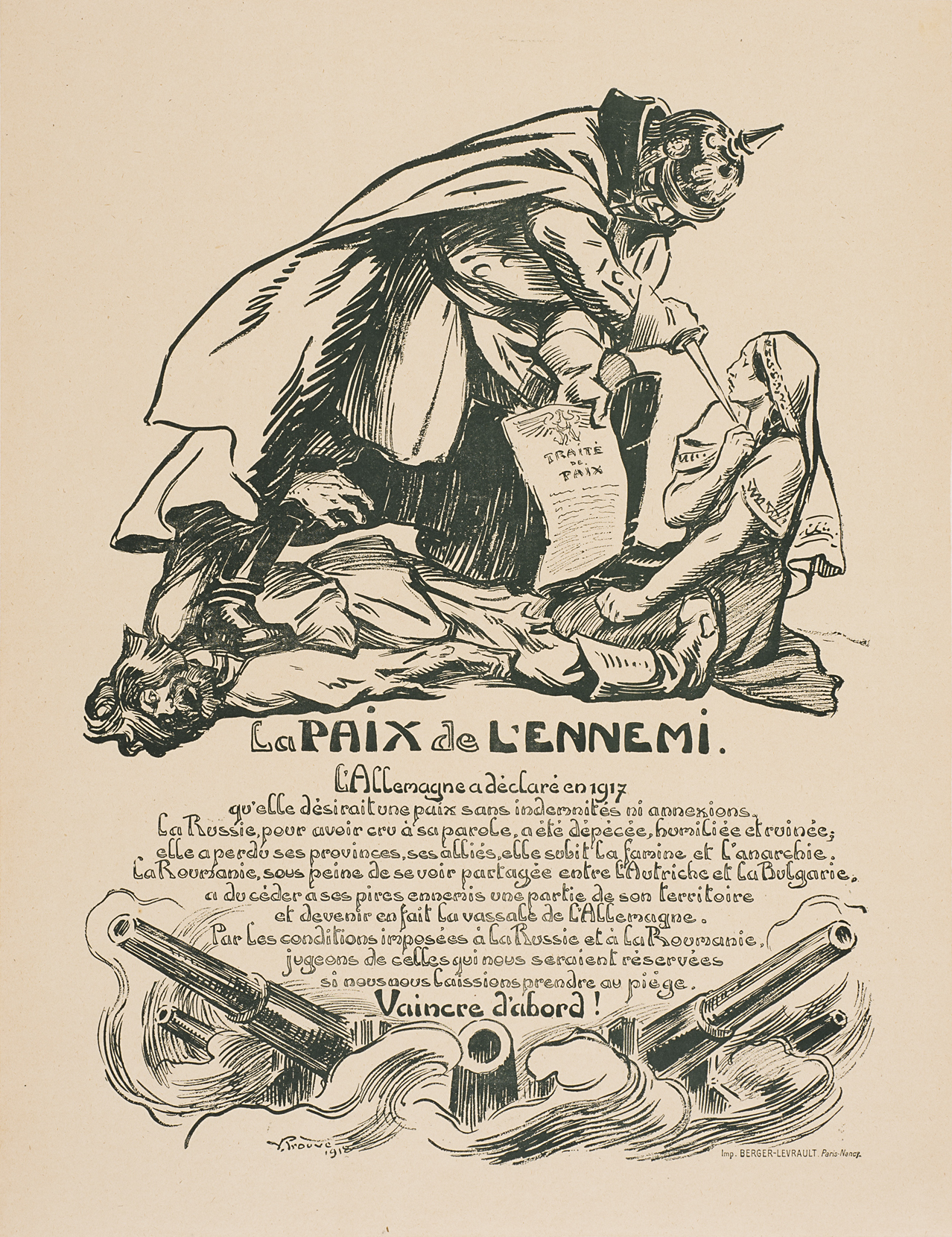
7 mai: Tratatul de la București, pacea dintre România și Germania, văzută printr-o caricatură franceză.

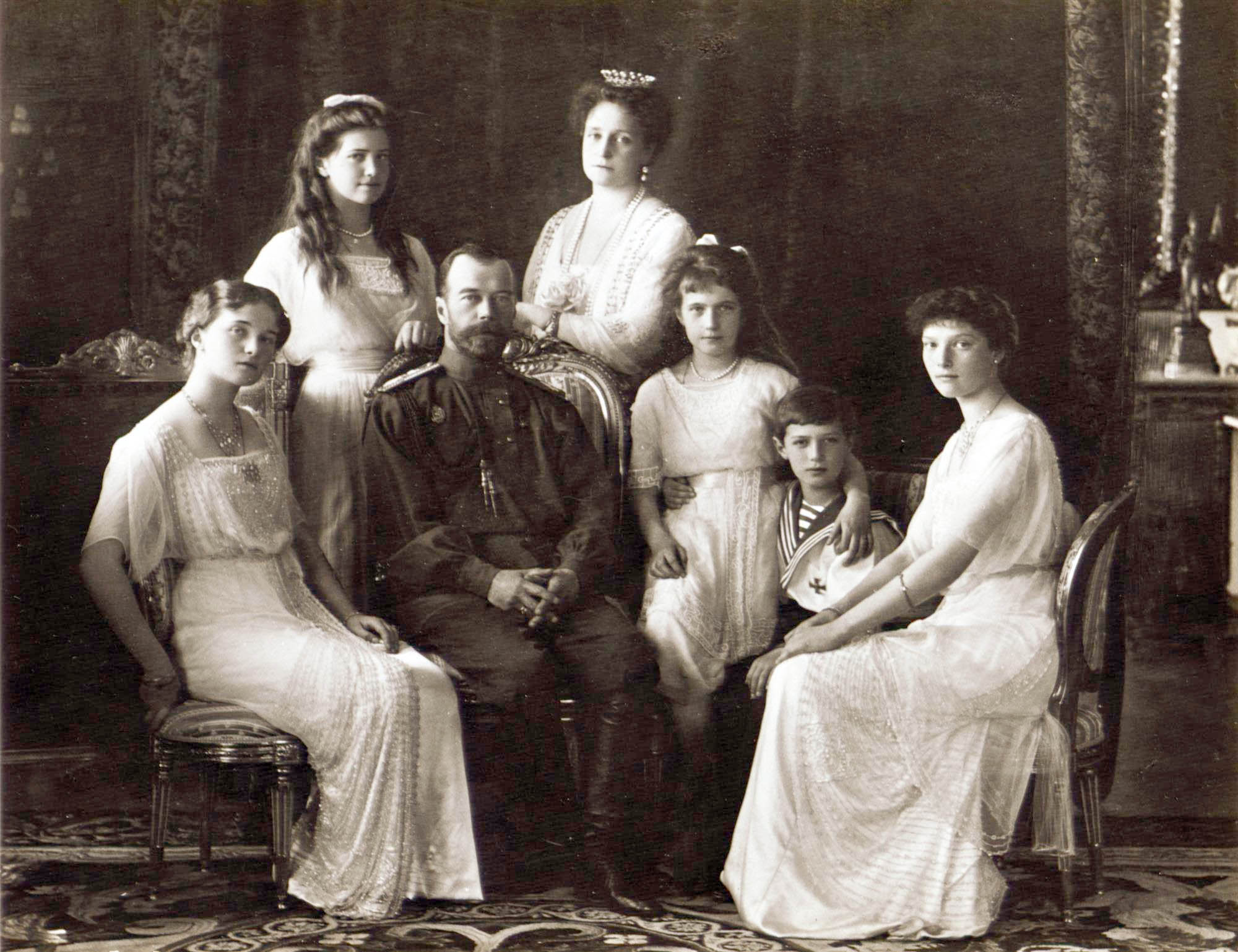
17 iulie: Asasinarea Țarului Nicolae al II-lea al Rusiei și a familiei sale, de către bolșevici.

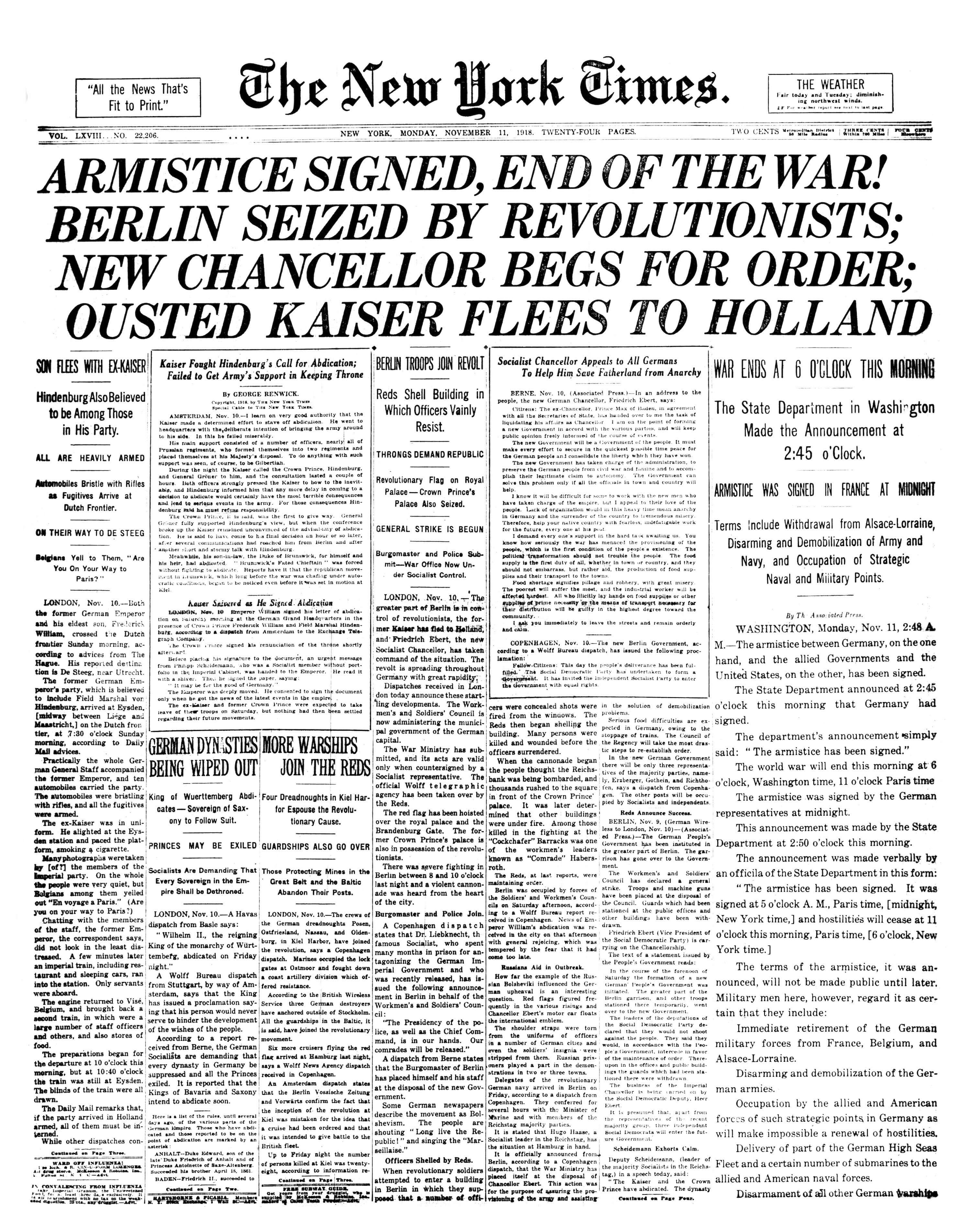
11 noiembrie: Sfârșitul Primului Război Mondial în ziarul The New York Times.

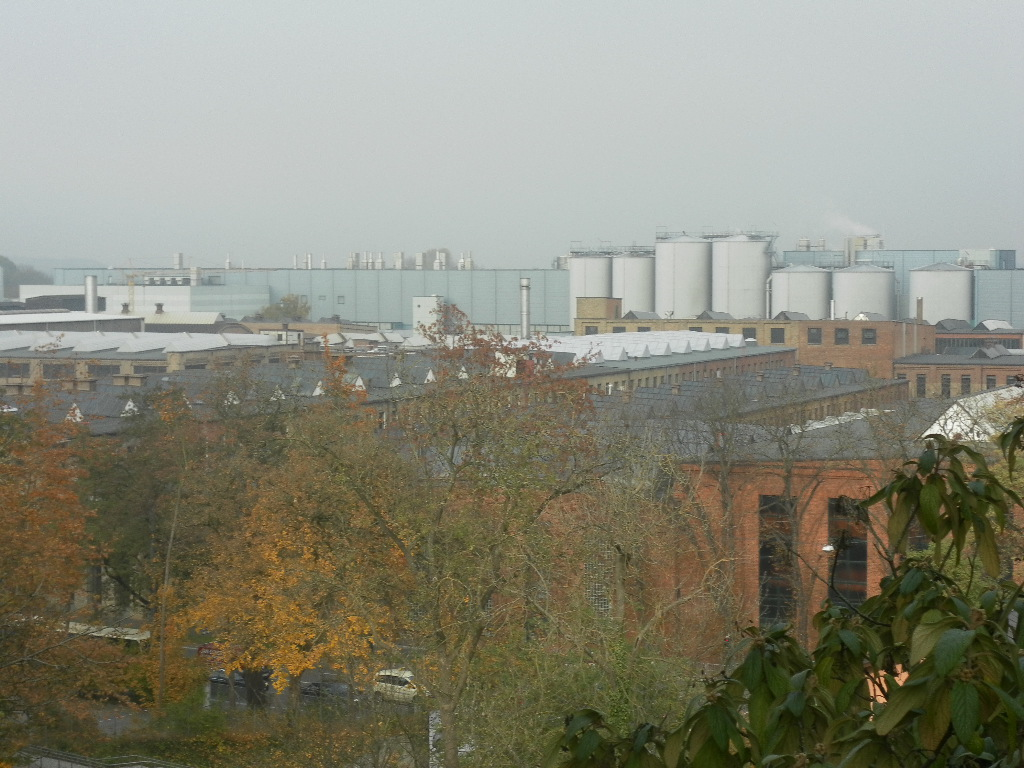
1 decembrie: Marea Adunare Națională de la Alba Iulia.

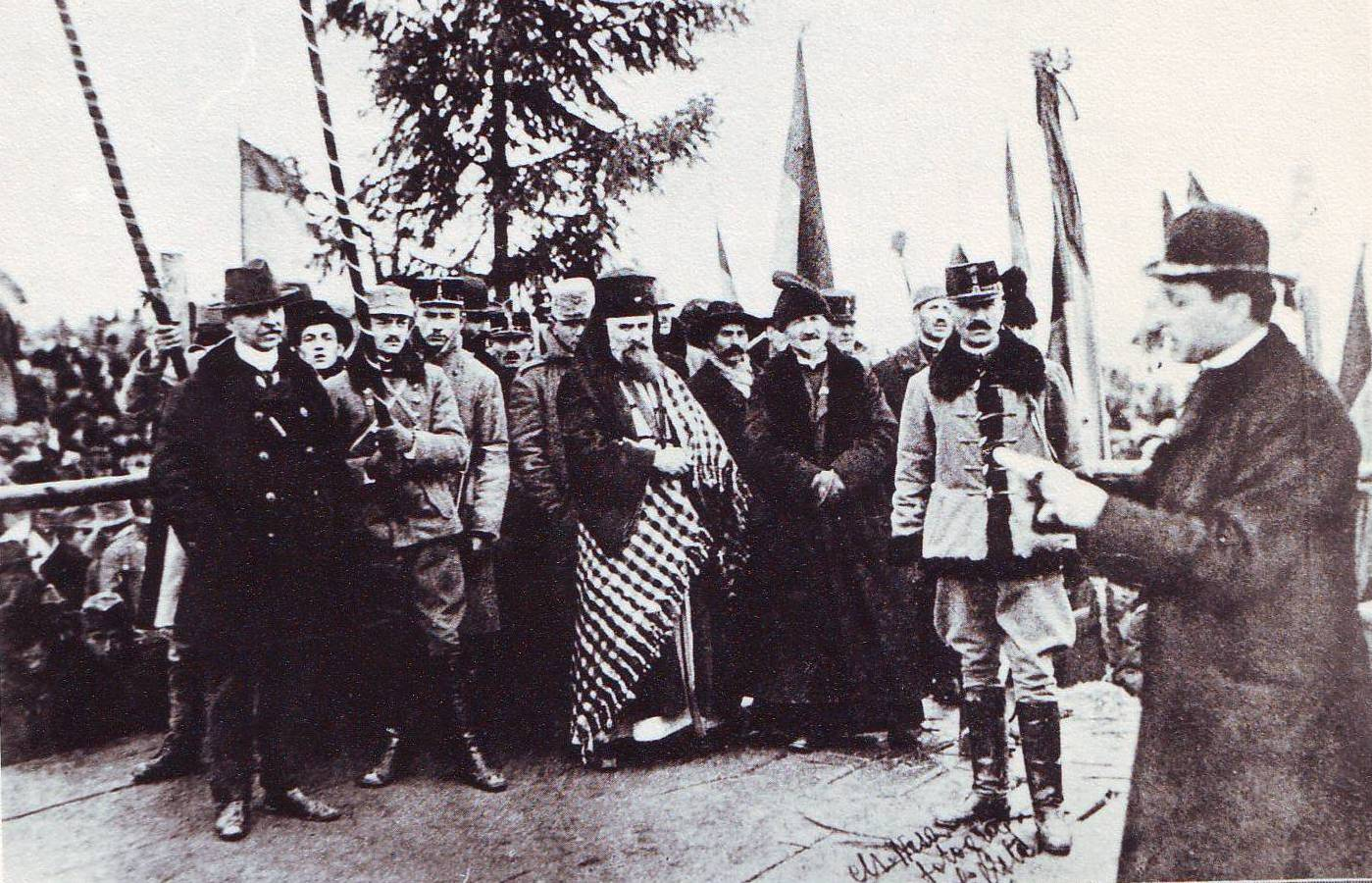
1 decembrie: Episcopul Iuliu Hossu citește Rezoluția de la Alba Iulia.

### Ianuarie
- 4 ianuarie: A apărut, la Paris, a doua serie a publicației săptămânale „La Roumanie” (până la 12 iunie 1919).
- 7-9 ianuarie: Primul Război Mondial. Bătălia de la Galați.
- 8 ianuarie: Președintele american, Woodrow Wilson, formulează Cele 14 puncte.
- 13 ianuarie-26 ianuarie: Guvernul Rusiei întrerupe relațiile diplomatice cu România. În legătură cu tezaurul României, sovietul comisarilor poporului al RSFS Ruse declară: "Tezaurul României, aflat în păstrare la Moscova, se declară intangibil pentru oligarhia română. Puterea sovietică își asumă răspunderea de a păstra acest tezaur pe care îl va preda în mâinile poporului român".
- 20-25 ianuarie: Primul Război Mondial. Lupta de la Tighina.
- 24 ianuarie: Republica Democratică Moldovenească își declară independența față de Rusia.
- 26 ianuarie-8 februarie: Demisia guvernului I.I.C. Brătianu–Take Ionescu. Noul guvern va fi condus de generalul Alexandru Averescu.
- 28 ianuarie: URSS: S-a înființat Armata Roșie a muncitorilor și țăranilor. Primul conducător a fost Lev Troțki. A fost activă până în anul 1946. După 1946 s-a numit Armata sovietică.

### Februarie
- 1 februarie-14 februarie: Rusia adoptă calendarul gregorian. Ca o consecință, aniversarea Revoluției din Octombrie, de acum încolo, va fi pe 7 noiembrie.
- 16 februarie: Lituania își declară independența față de Uniunea Sovietică și față de Germania.
- 24 februarie: Estonia își declară independența față de Rusia.

### Martie
- 3 martie: Primul Război Mondial. Tratatul de la Brest-Litovsk. Tratat de pace semnat de către Puterile Centrale și Rusia, punând capăt ostilităților desfășurate în Primul Război Mondial.
- 7 martie: Finlanda formează o alianță cu Germania.
- 12 martie: Noua conducere bolșevică reinstalează capitala Rusiei la Moscova (de la Sankt Petersburg).
- 13 martie: Matsushita Electric Industrial Co., Ltd (din 2008 redenumit Panasonic după numele celei mai cunoscute mărci a companiei). Producător japonez important de echipament electric și de aparate electrocasnice fondat de Matsushita Konosuke cu sediul la Kadoma, Japonia.
- 27 martie-9 aprilie: Unirea Basarabiei (noul stat independent Republica Democratică Moldovenească) cu România.

### Aprilie
- 15 aprilie: Bojdeuca din Iași, a lui Ion Creangă, a fost declarată muzeu, devenind prima casă memorială din România.
- 24 aprilie: Tratatul de pace de la București, dintre România, pe de o parte și Germania, Austro-Ungaria, Bulgaria și Turcia, pe de altă parte. Pacea, înrobitoare pentru țara noastră, nu a fost niciodată ratificată de către Regele Ferdinand, tratatul devenind nul.

### Mai
- 7 mai: România, fiind separată de aliații din vest, este forțată să semneze tratatul de pace de la București cu Puterile Centrale.
- 23 mai: Peste 60 de personalități marcante românești, aflate la Paris, au semnat un protest împotriva tratatului impus României de Puterile Centrale.

### Iunie
- 1 iunie: Primul Război Mondial: Pe Frontul de Vest începe Bătălia din pădurea Belleau. Se va finaliza la 26 iunie cu victoria Aliaților.
- 12 iunie: Marele Duce Mihail Alexandrovici al Rusiei este executat în suburbiile orașului Perm, devenind primul Romanov ucis de bolșevici.

### Iulie
- 15-18 iulie: Primul Război Mondial. A doua bătălie de pe râul Marna. Ultimul mare atac german din Primul Război Mondial.
- 17 iulie: Din ordinul Partidului bolșevic și îndeplinit de CEKA, Țarul Nicolae al II-lea Rusiei, soția lui, Alexandra Feodorovna, și copii lor: Olga, Tatiana, Maria, Anastasia și Alexei, sunt uciși în Casa Ipatiev din Ekaterinburg, Rusia.
- 17 iulie: Vasul britanic, RMS Carpathia, este torpilat și scufundat în largul coastei de est a Irlandei de submarinul german, U-55. 218 oameni din cei 223 aflați la bord sunt salvați.

### August
- 30 august: La Moscova, a avut loc atentatul Faniei Kaplan asupra lui Lenin, însă acesta supraviețuiește. În aceeași zi, la Petrograd, șeful CEKA este asasinat.

### Septembrie
- 9 septembrie: Constituirea, din inițiativa lui Constantin Parhon, a Societății de neurologie, psihiatrie și psihologie din Iași (din 1921 și de endocrinologie).
- 25 septembrie: La Berlin se semnează protocolul prin care Dobrogea este cedată în întregime Bulgariei.

### Octombrie
- 3 octombrie: Polonia își declară independența față de Rusia.
- 18 octombrie: Înființarea Societății simfonice "George Enescu" din Iași.
- 27 octombrie: Guvernul român a adresat trupelor Puterilor Centrale un ultimatum de 24 de ore, prin care le-a cerut să părăsească teritoriul Transilvaniei și Banatului.
- 28 octombrie: Cehoslovacia își câștigă independența față de Austro-Ungaria.
- 28 octombrie: Crearea Tineretului Comunist în Rusia.
- 31 octombrie: Timișoara este proclamată Republica Bănățeană.

### Noiembrie
- 9 noiembrie: Împăratul Wilhelm al II-lea abdică și alege să trăiască în exil în Țările de Jos.
- 11 noiembrie: Sfârșitul Primului Război Mondial la ora 11, în a 11-a zi a lunii a 11-a din anul 1918.
- 11 noiembrie: Tratatul de pace de la Compiègne dintre Germania și Franța.
- 11 noiembrie: Împăratul Carol I al Austriei abdică.
- 12 noiembrie: Austria devine republică.
- 13-14 noiembrie: Ministrul Oszkár Jászi negociază cu reprezentanții Consiliul Național Român Central la Arad înființarea unei confederații danubiene. Propunerea este respinsă de reprezentanții românilor transilvăneni, care cer ruperea totală de Ungaria.
- 14 noiembrie: Cehoslovacia devine republică.
- 15 noiembrie: Armata sârbă intră în Timișoara.
- 16 noiembrie: Ungaria își declară independența față de Austria.
- 15 noiembrie-28 noiembrie: Unirea Bucovinei cu România.
- 17 noiembrie: Apare la București, săptămânal sau bisăptămânal "Socialismul", organul Partidului Socialist și al Uniunii sindicale.
- 18 noiembrie: Regele Ferdinand, Regina Maria și Guvernul (aflați în exil la Iași) se reîntorc triumfal în București. În aceleași momente, la Alba Iulia (unde calendarele arătau 1 decembrie, conform stilului nou adoptat în Austro-Ungaria) se proclamă Unirea Transilvaniei cu România.
- 29 noiembrie: Demisia guvernului C. Coandă, formarea cabinetului liberal condus de I.I.C. Brătianu.

### Decembrie
- 1 decembrie: Declarația de la Alba Iulia: În Alba Iulia se proclamă Unirea Transilvaniei cu Regatul României. Această zi va deveni Ziua Națională a României în anul 1990.
- 3 decembrie: Armatele coloniale franceze sosesc în Timișoara pentru a evita orice posibil conflict între Serbia și România.
- 14 decembrie: Pentru prima oară, în Marea Britanie, femeile au drept de vot la alegerile generale.
- 16 decembrie: Decret privind exproprierea pământului. Începutul reformei agrare (între 1918-1921 s-au expropriat de la vechii proprietari aproximativ 6 milioane ha de pământ - circa 66% din suprafața funciară - ce au fost împărțite țăranilor, modificându-se astfel structura proprietății în noua Românie).

### Nedatate
- august: „Gripa Spaniolă” omoară peste 25 milioane de oameni în următoarele 6 luni (de trei ori mai mulți decât au murit în timpul războiului).
- A fost fondat studioul de film, Warner Bros, la Hollywood, California, Statele Unite, de către un grup de emigranți evrei (frații Albert, Harry, Jack și Sam Warner) din Polonia.
- Constituția sovietică din 1918.
- Serbia, Muntenegru, Macedonia, Slovenia, Croația, Dalmația, Voivodina, Bosnia și Herțegovina se unesc în "Regatul sârbilor, croaților și slovenilor".

## Nașteri

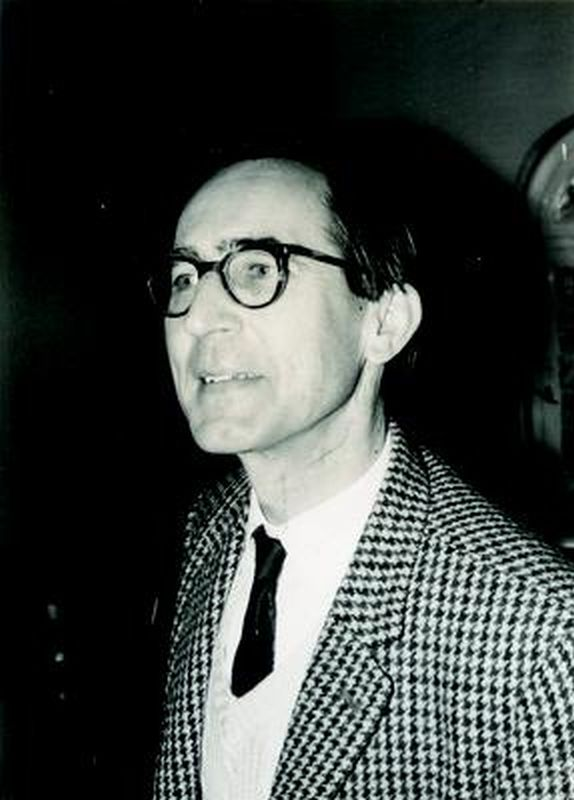
David Kendall, matematician și statistician englez, membru de onoare al Academiei Române
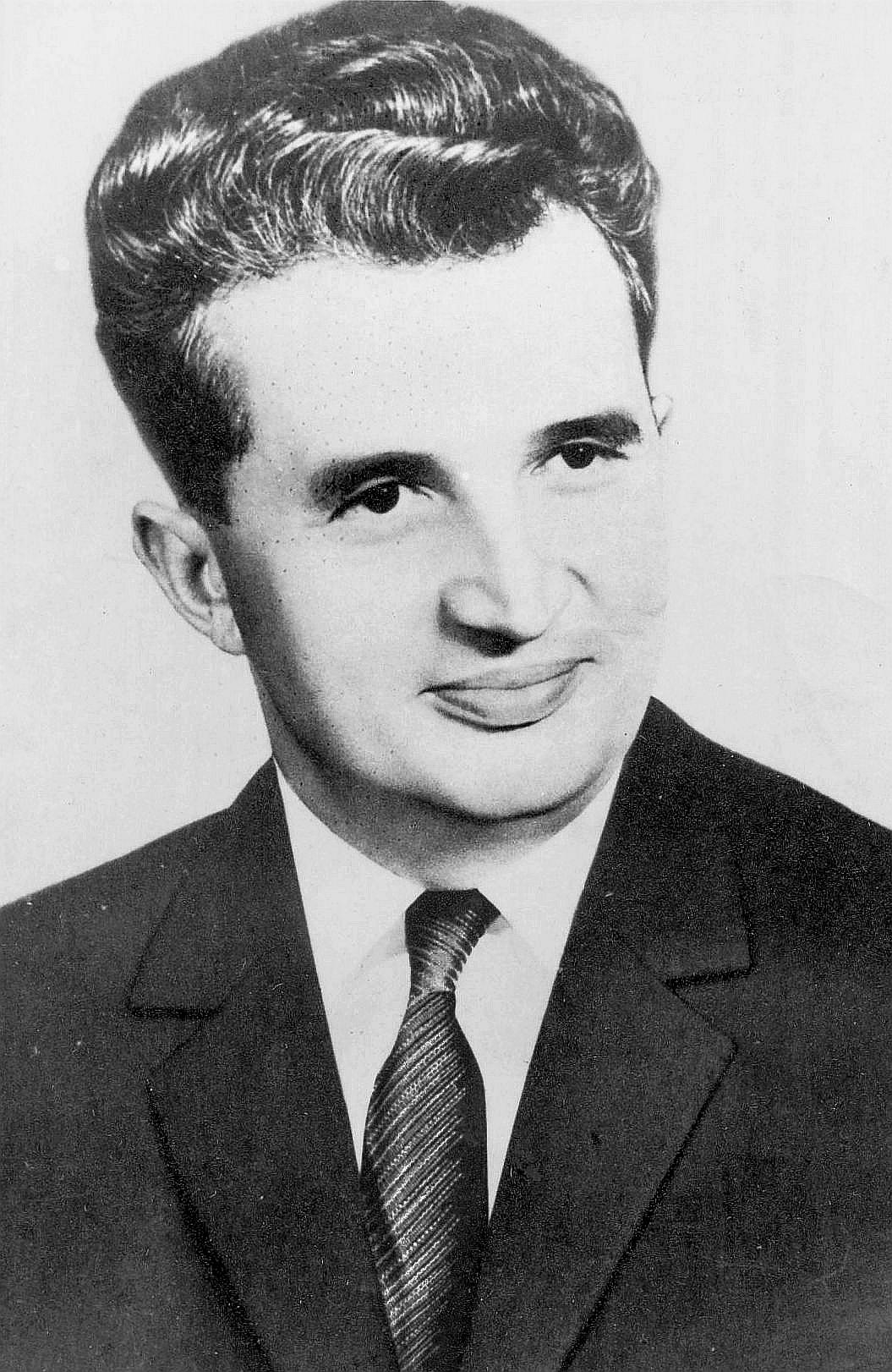
Nicolae Ceaușescu, politician și dictator comunist român, primul președinte al României
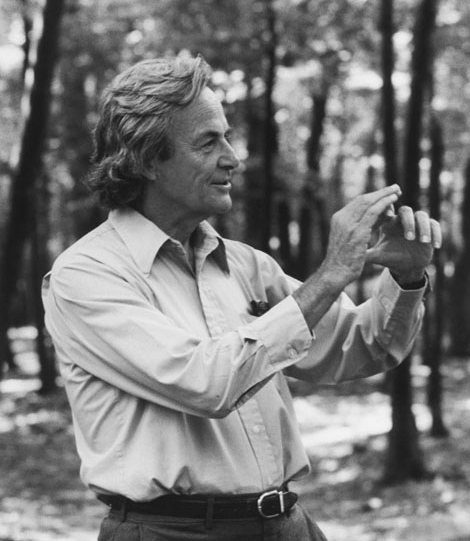
Richard Feynman, fizician american, laureat al Premiului Nobel
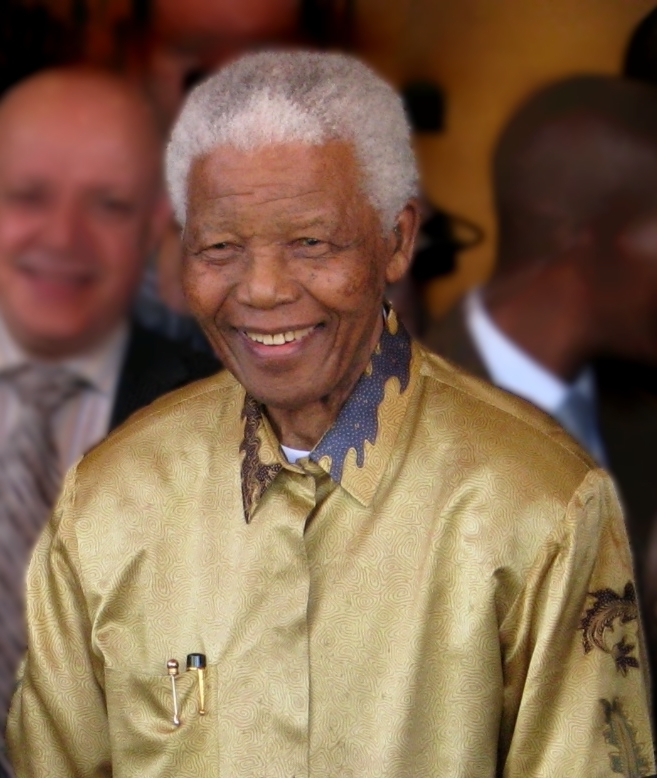
Nelson Mandela, om politic sud-african, președinte al Africii de Sud, laureat al Premiului Nobel

### Ianuarie
- 15 ianuarie: David Kendall, matematician și statistician englez, membru de onoare al Academiei Române (d. 2007)
- 20 ianuarie: Ion Frunzetti, antropolog cultural, critic și istoric de artă, scriitor, profesor și traducător român (d. 1985)
- 26 ianuarie: Nicolae Ceaușescu, politician și dictator comunist român, primul președinte al României (1967-1989), (d. 1989)

### Februarie
- 19 februarie: Walter Biemel, filosof german originar din România (d. 2015)

### Martie
- 10 martie: Carl Ludwig de Habsburg-Lorena, fiul împăratului Carol I al Austriei (d. 2007)

### Aprilie
- 9 aprilie: Ervin Abádi, scriitor, redactor și grafician maghiar de origine evreiască (d. 1979)
- 18 aprilie: André Bazin, critic și teoretician de film francez (d. 1958)

### Mai
- 4 mai: Kakuei Tanaka, politician japonez, prim-ministru al Japoniei (1972-1974), (d. 1993)
- 11 mai: Richard Feynman, fizician evreu-american, laureat al Premiului Nobel pentru fizică (1965), (d. 1988)
- 12 mai: Julius Rosenberg, spion american. A furnizat secrete armatei sovietice (d. 1953)

### Iunie
- 14 iunie: T.M. Aluko (n. Timothy Mofolorunso Aluko), scriitor nigerian (d. 2010)

### Iulie
- 14 iulie: Ingmar Bergman (n. Ernst Ingmar Bergman), regizor și scenarist suedez de film (d. 2007)
- 15 iulie: Bertram Neville Brockhouse, fizician canadian, laureat al Premiului Nobel (d. 2003)
- 18 iulie: Nelson Mandela (n. Nelson Rolihlahla Mandela), om politic sud-african, președinte al Africii de Sud (1994-1999), laureat al Premiului Nobel pentru pace (1993), (d. 2013)

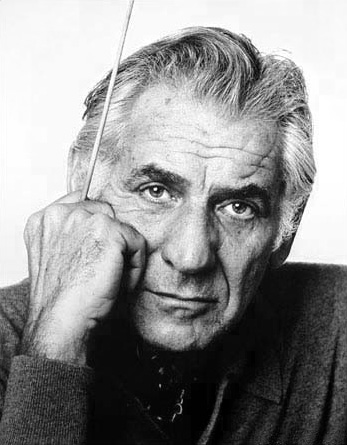
Leonard Bernstein, pianist, dirijor și compozitor american
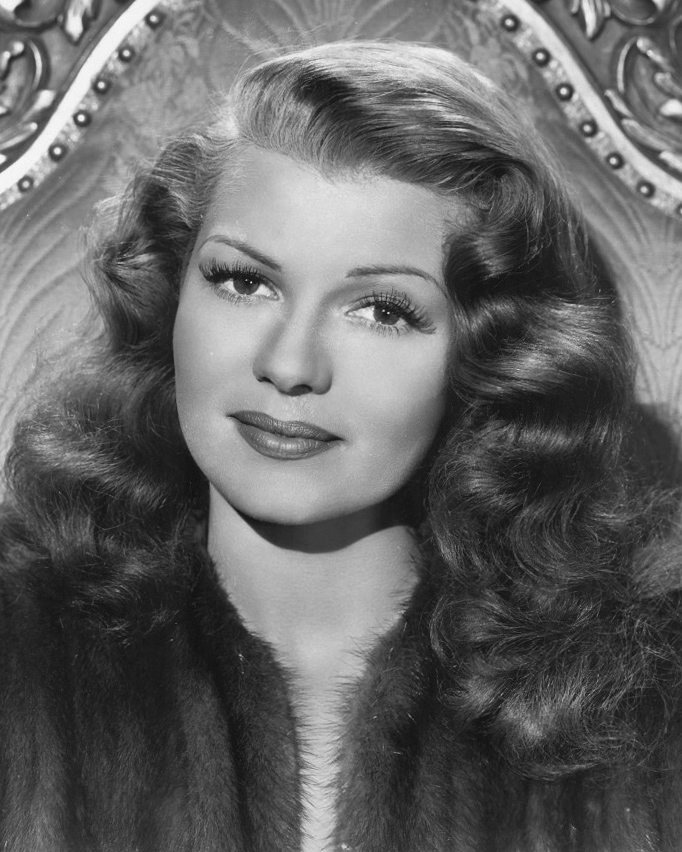
Rita Hayworth, actriță americană
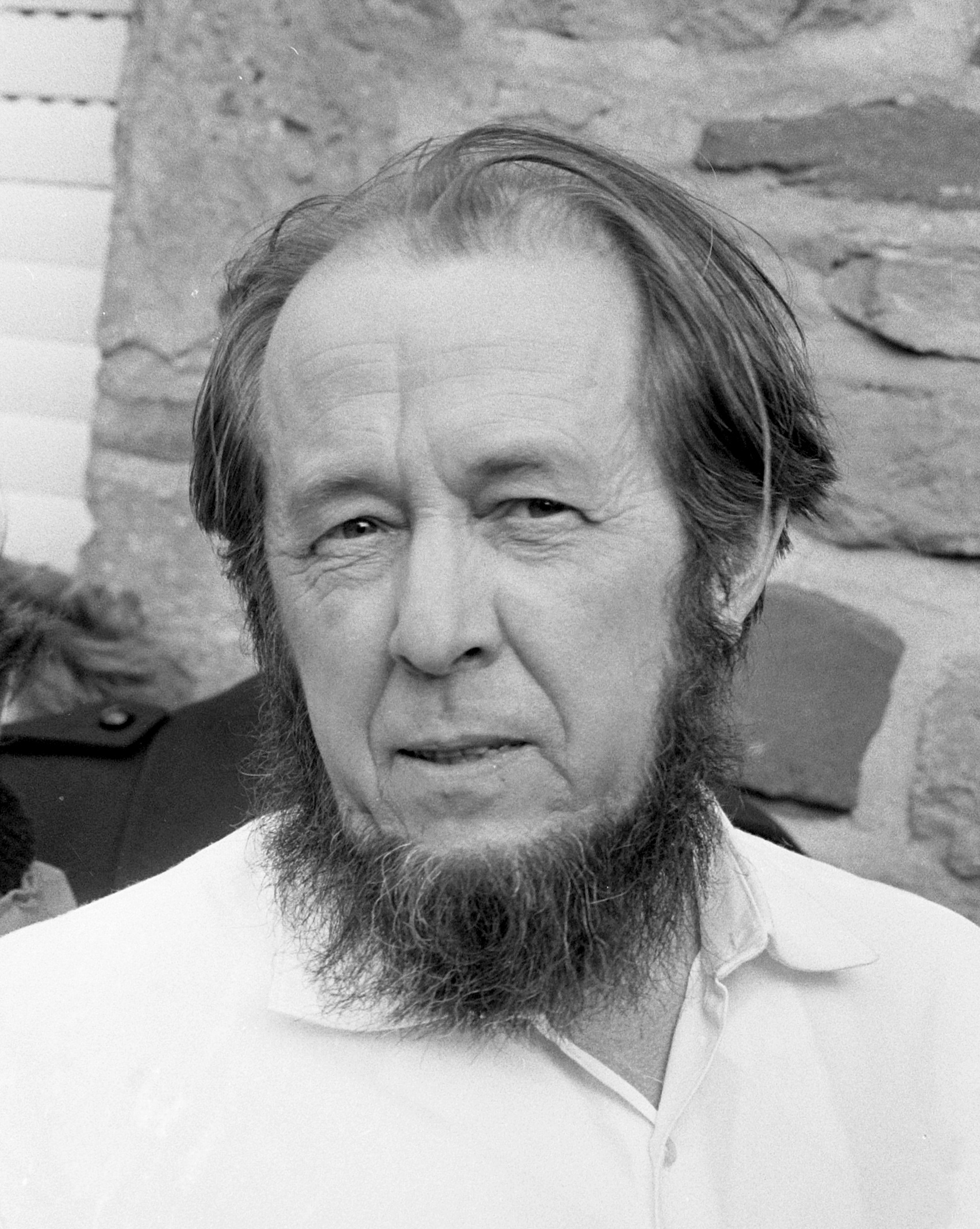
Aleksandr I. Soljenițîn, scriitor, dramaturg, romancier, istoric, activist și dizident anticomunist rus, laureat al Premiului Nobel
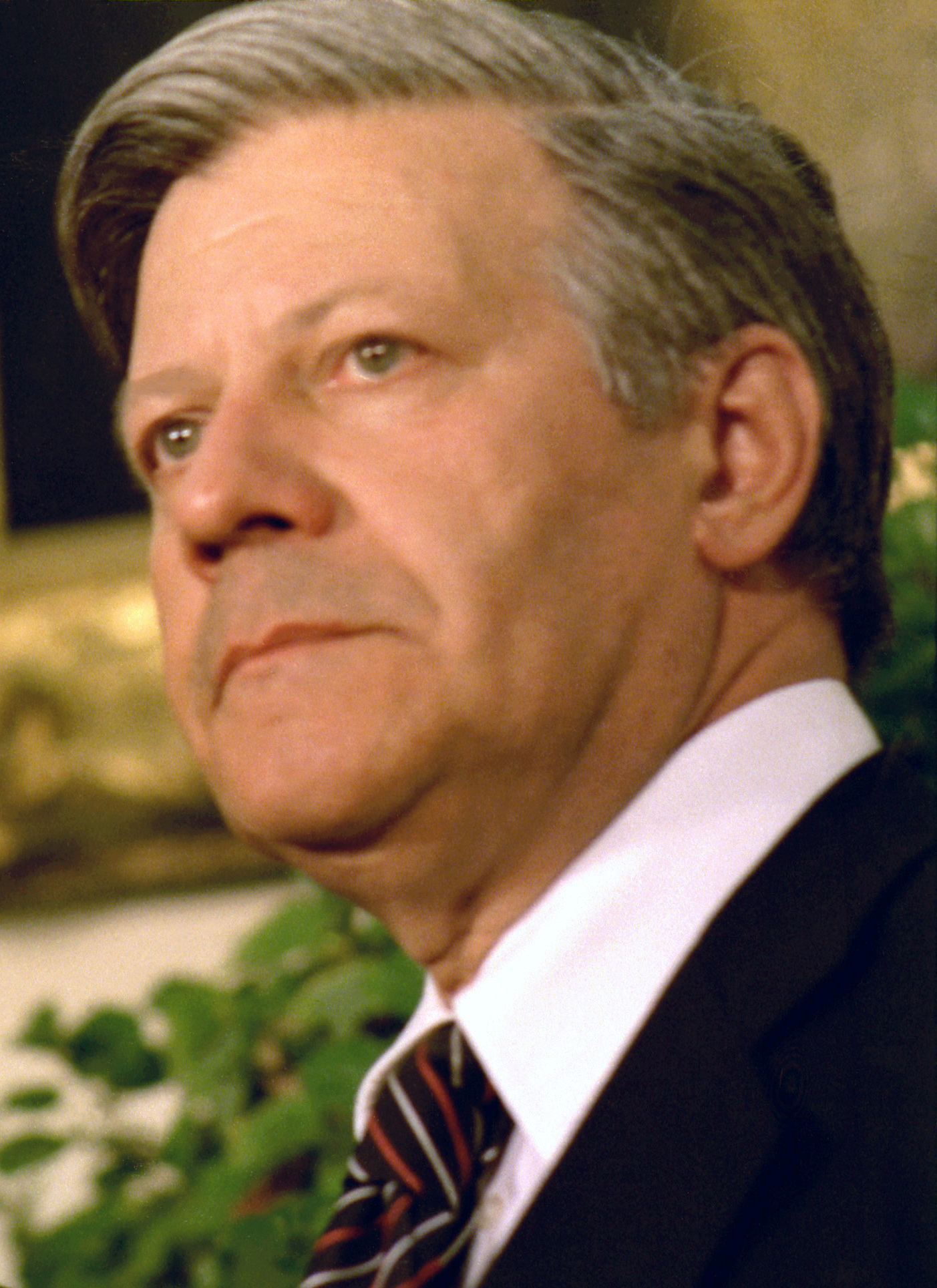
Helmut Schmidt, politician german, cancelar al Germaniei

### August
- 25 august: Leonard Bernstein, pianist, dirijor și compozitor american de etnie evreiască (d. 1990)

### Septembrie
- 3 septembrie: Ada Zevin (Ada Mironovna Zevina), artist plastic din R. Moldova de etnie evreiască (d. 2005)
- 8 septembrie: Derek Barton, chimist britanic, laureat al Premiului Nobel (d. 1998)

### Octombrie
- 17 octombrie: Rita Hayworth (n. Margarita Carmen Cansino), actriță americană de film (d. 1987)

### Noiembrie
- 7 noiembrie: Billy Graham, evanghelist creștin, pastor american de orientare baptistă (d. 2018)
- 27 noiembrie: Boris Paton, fizician ucrainean, membru de onoare al Academiei de Științe a Moldovei (d. 2020)

### Decembrie
- 11 decembrie: Aleksandr Isaievici Soljenițîn, scriitor, dramaturg, romancier, istoric, activist și dizident anticomunist rus, laureat al Premiului Nobel pentru literatură (1970), (d. 2008)
- 14 decembrie: Radu Beligan, actor român de film, radio, teatru și televiziune, membru de onoare al Academiei Române (d. 2016)
- 21 decembrie: Kurt Waldheim, om politic austriac, secretar general al ONU (1972-1981), (d. 2007)
- 23 decembrie: Helmut Schmidt, politician german, cancelar al Germaniei de Vest (1974-1982), (d. 2015)

## Decese

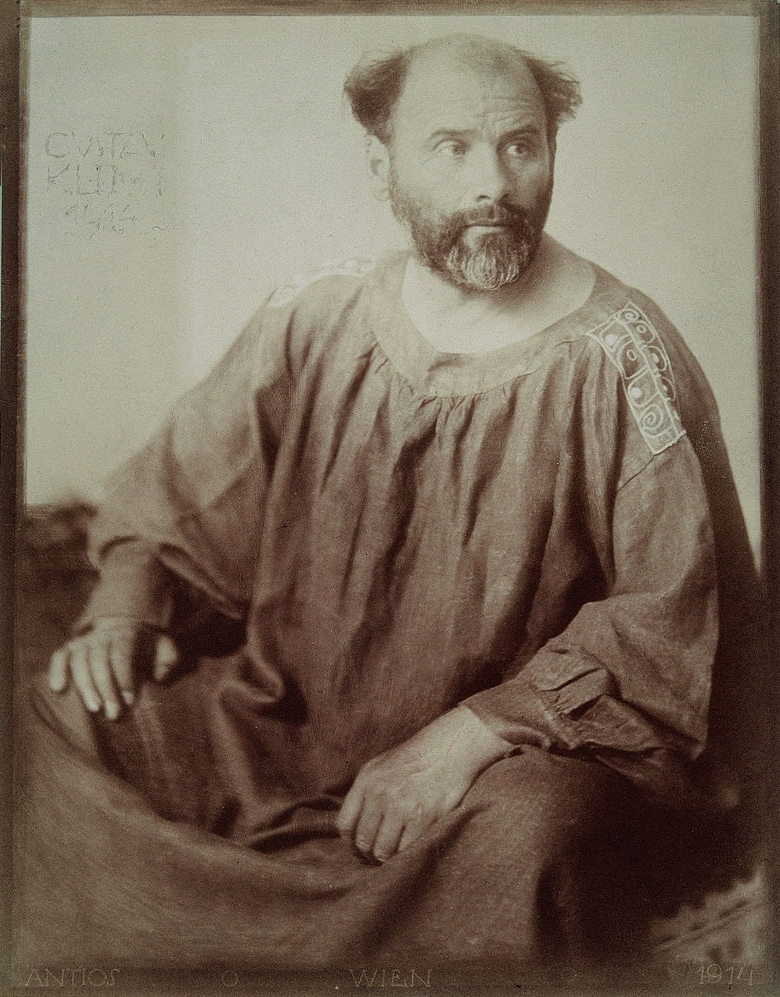
Gustav Klimt, pictor austriac
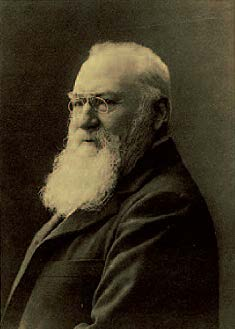
Pietro Blaserna, matematician și fizician italian, membru de onoare al Academiei Române
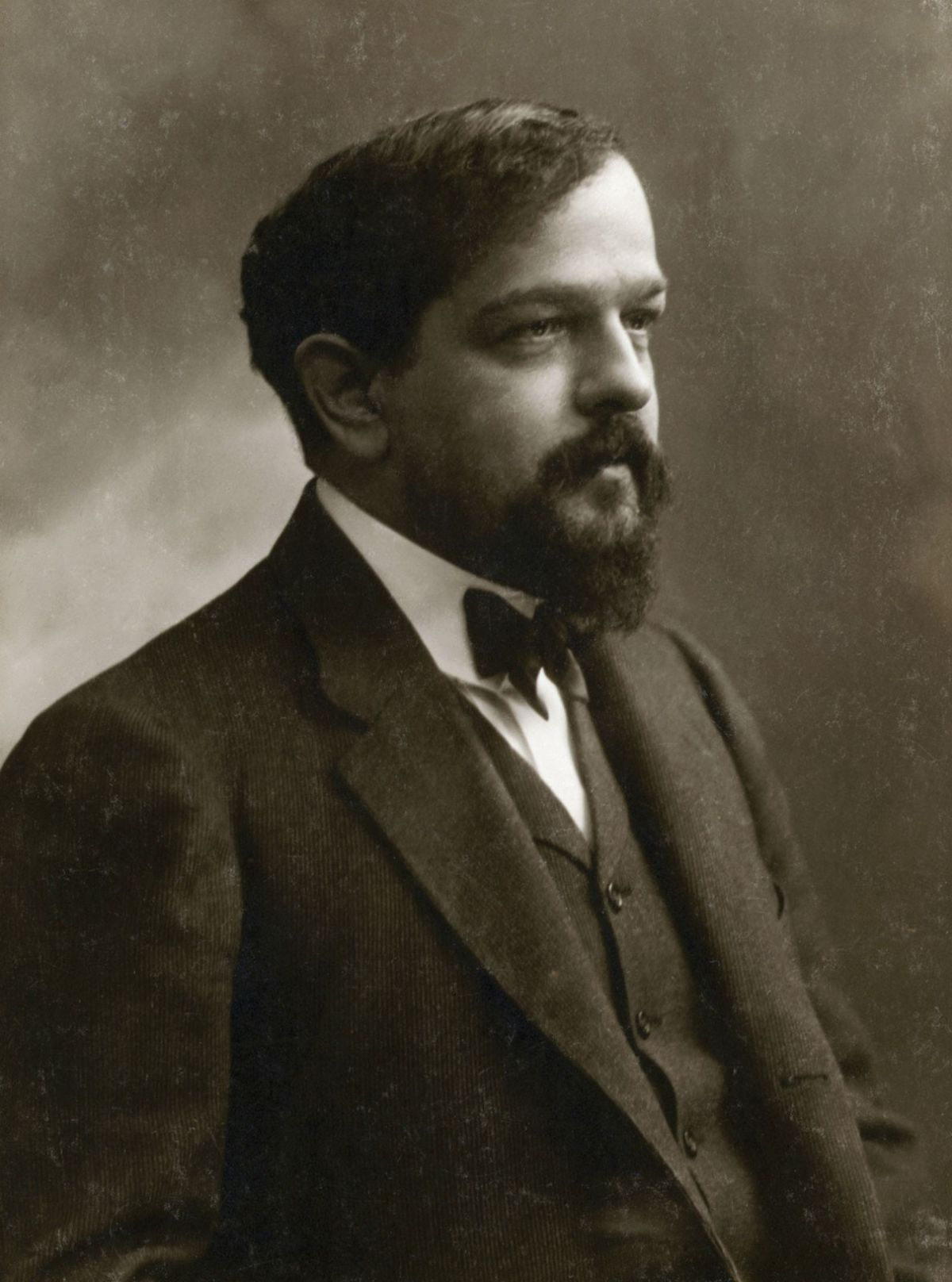
Claude Debussy, compozitor francez
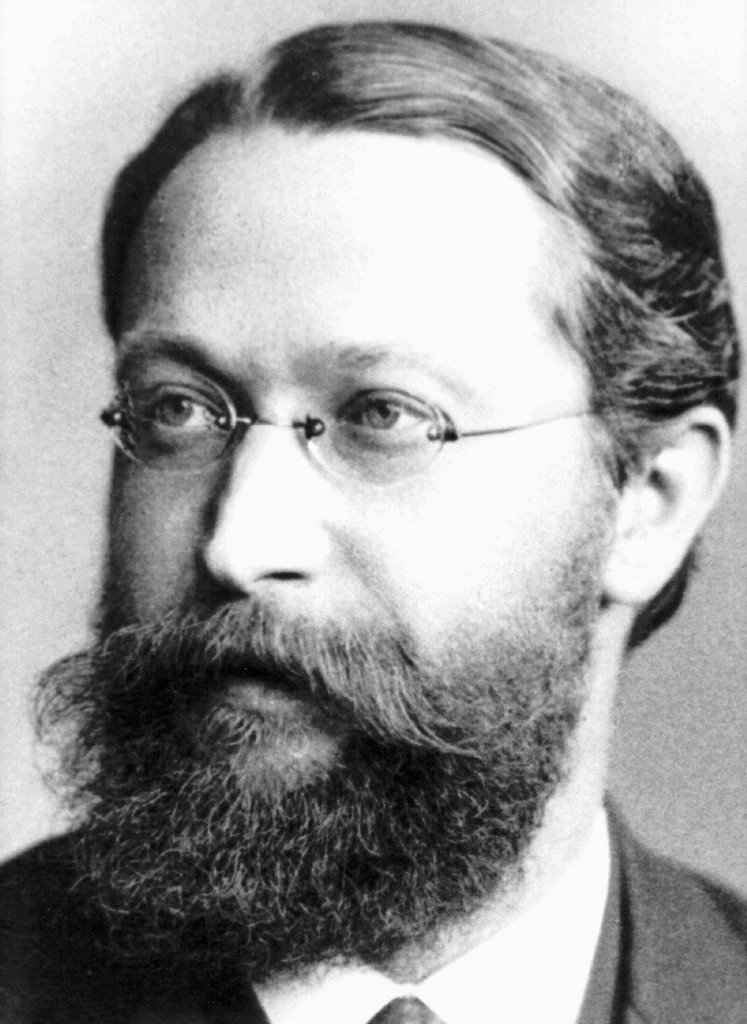
Karl Ferdinand Braun, fizician și inventator german, laureat Nobel
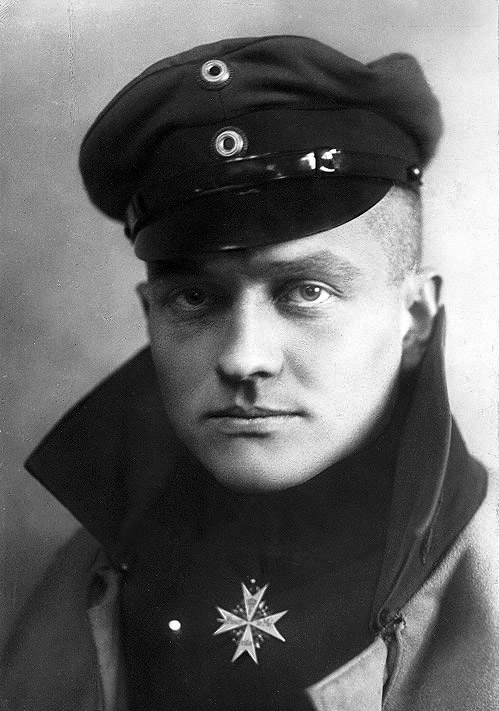
Manfred von Richthofen, pilot de elită german
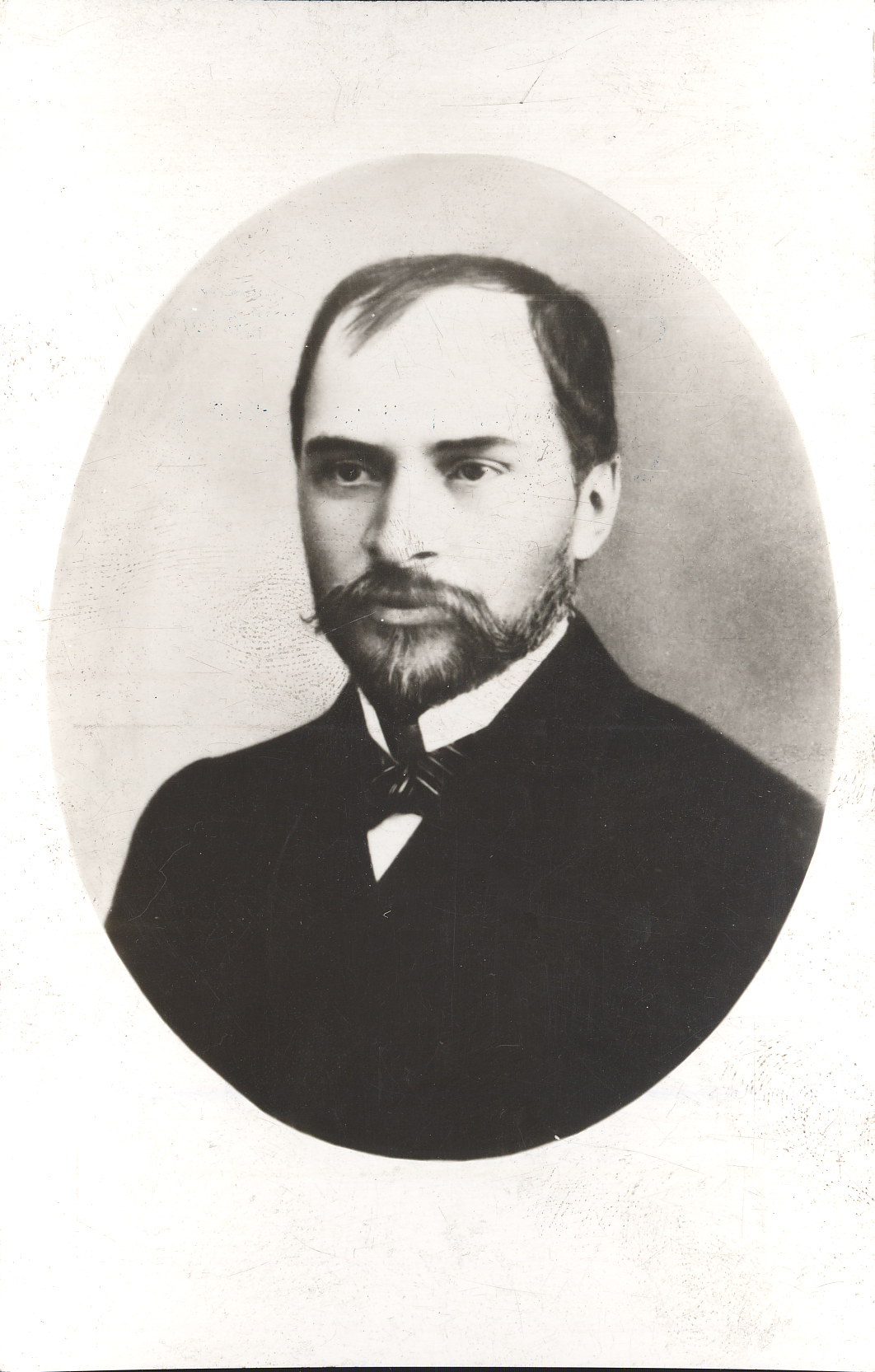
George Coșbuc, poet, critic literar, scriitor, publicist și traducător român
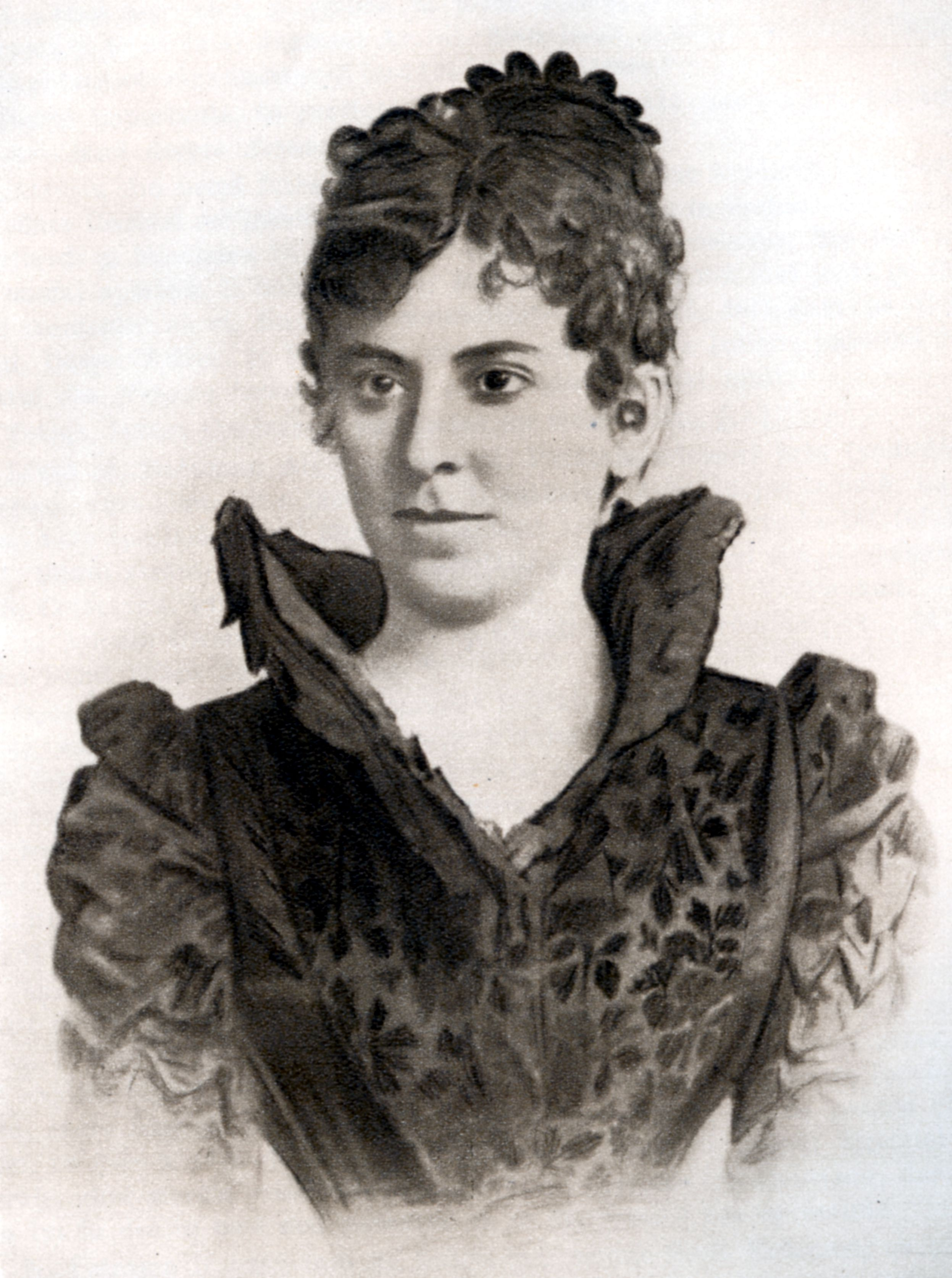
Aristizza Romanescu, actriță română

- 6 februarie: Gustav Klimt, 55 ani, pictor austriac (n. 1862)
- 10 februarie: Abdul-Hamid al II-lea, 75 ani, sultan otoman (n. 1842)
- 23 februarie: Adolphus Frederic al VI-lea, Mare Duce de Mecklenburg (n. Adolf Friedrich Georg Ernst Albert Eduard), 35 ani (n. 1882)
- 26 februarie: Pietro Blaserna, 82 de ani, matematician și fizician italian, membru de onoare al Academiei Române (n. 1836)
- 25 martie: Claude Debussy, 55 ani, compozitor francez (n. 1862)
- 20 aprilie: Karl Ferdinand Braun, 67 ani, fizician și inventator german, laureat al Premiului Nobel (1909), (n. 1850)
- 21 aprilie: Manfred von Richthofen, 25 ani, pilot german (n. 1892)
- 22 aprilie: Frederic al II-lea, Duce de Anhalt (n. naștere Leopold Friedrich Eduard Karl Alexander), 61 ani (n. 1856)
- 29 aprilie: Barbu Ștefănescu Delavrancea, 60 ani, scriitor, orator și avocat român (n. 1858)
- 3 mai: Prințesa Marie Anne de Saxa-Altenburg, 54 ani (n. 1864)
- 9 mai: George Coșbuc, 51 ani, poet, scriitor, critic literar, publicist și traducător român (n. 1866)
- 4 iunie: Aristizza Romanescu, 63 ani, actriță română (n. 1854)
- 12 iunie: Prințesa Ana a Prusiei (n. Maria Anna Friederike), 82 ani (n. 1836)
- 12 iunie: Marele Duce Mihail Alexandrovici al Rusiei, 39 ani (asasinat), (n. 1878)

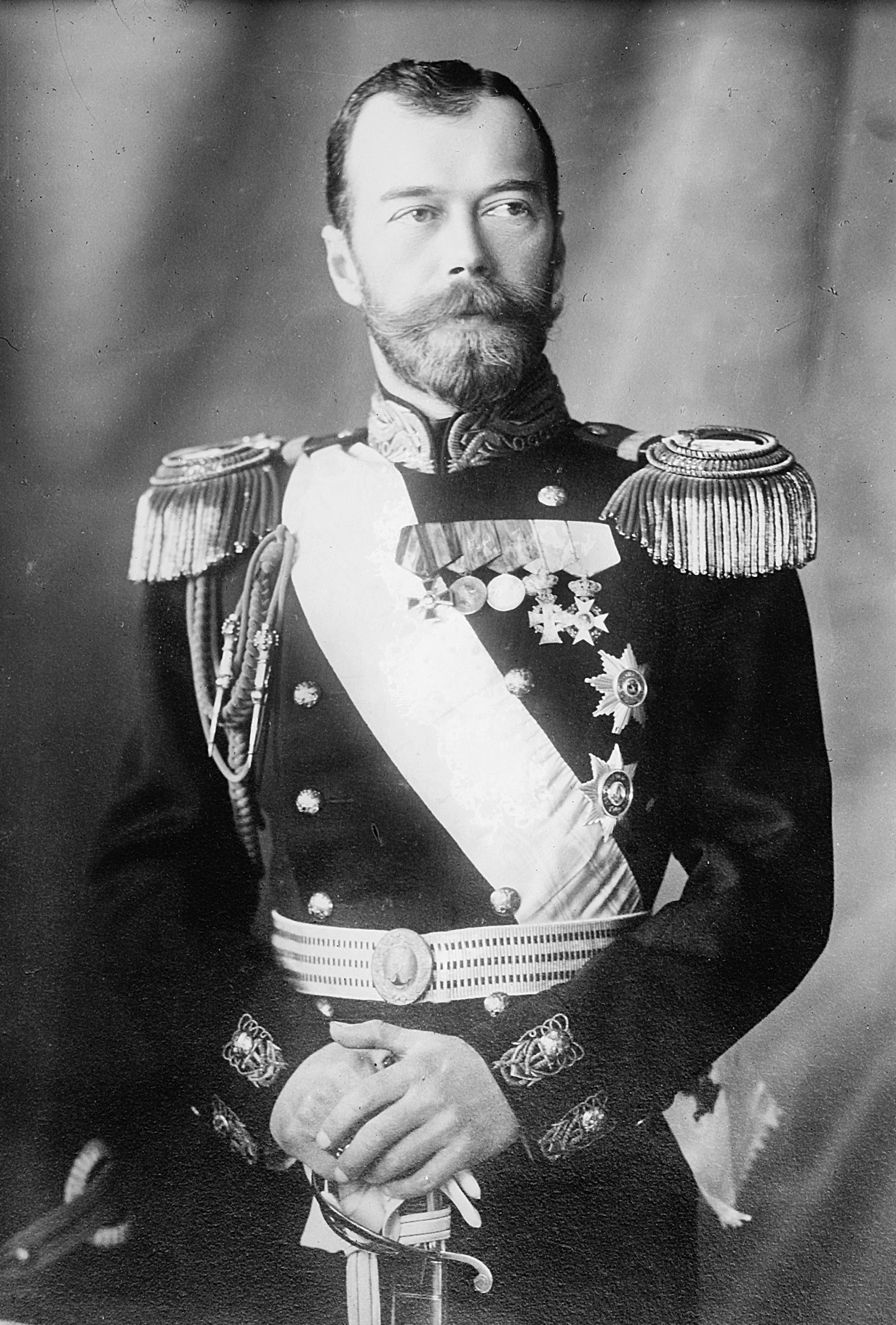
Țarul Nicolae al II-lea al Rusiei
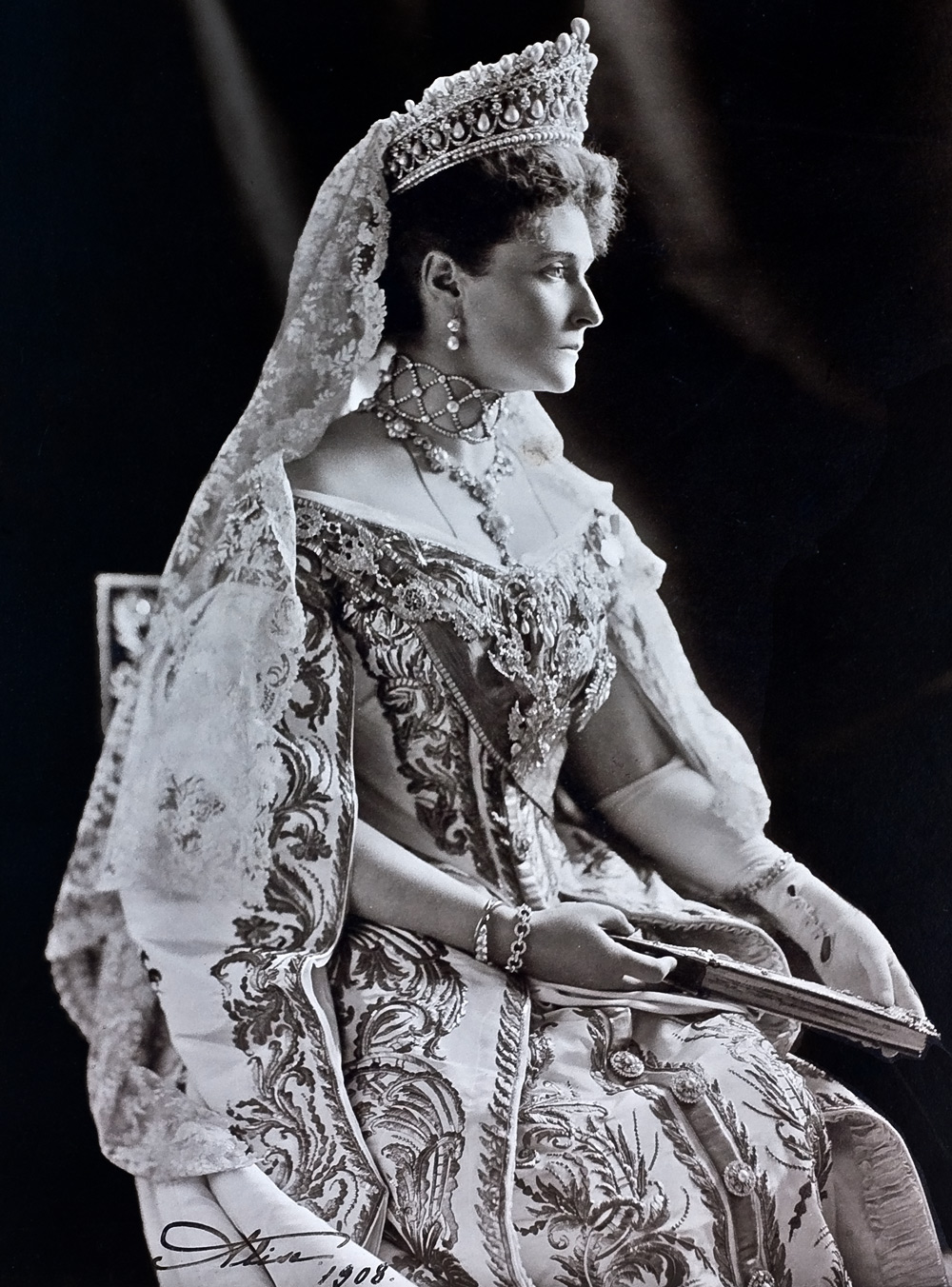
Țarina Alexandra Feodorovna a Rusiei
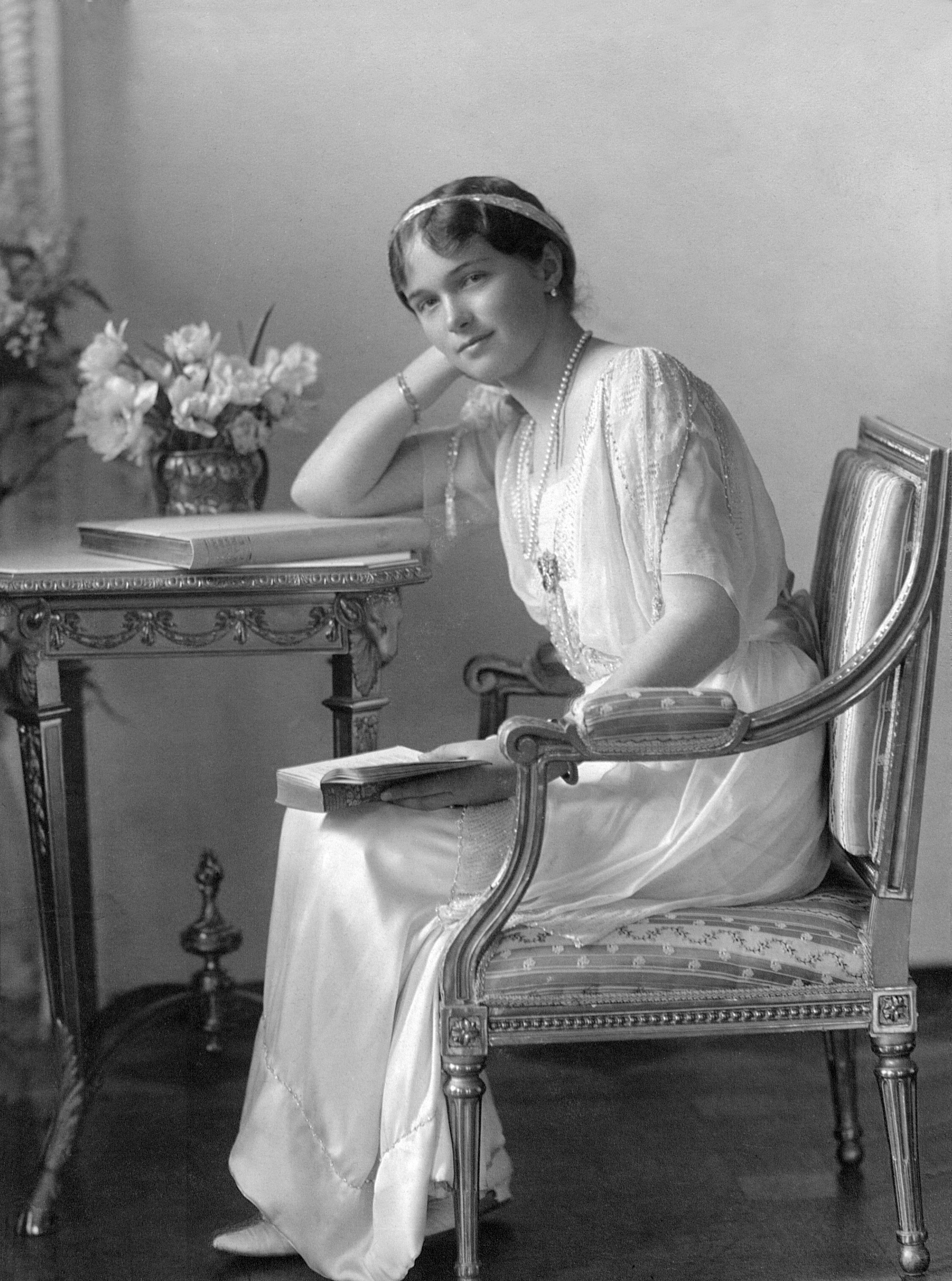
Marea Ducesă Olga Nicolaevna a Rusiei
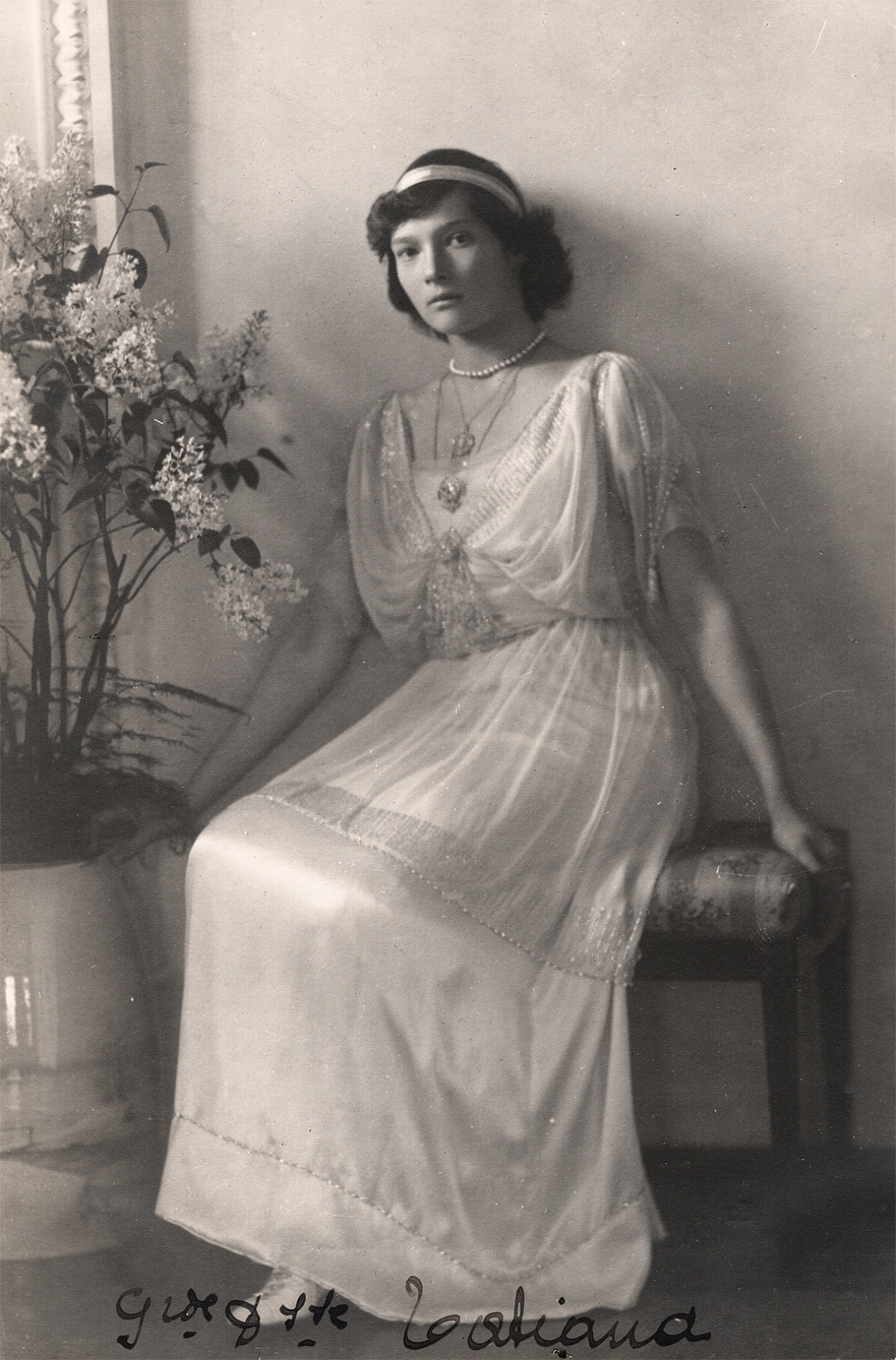
Marea Ducesă Tatiana Nicolaevna a Rusiei
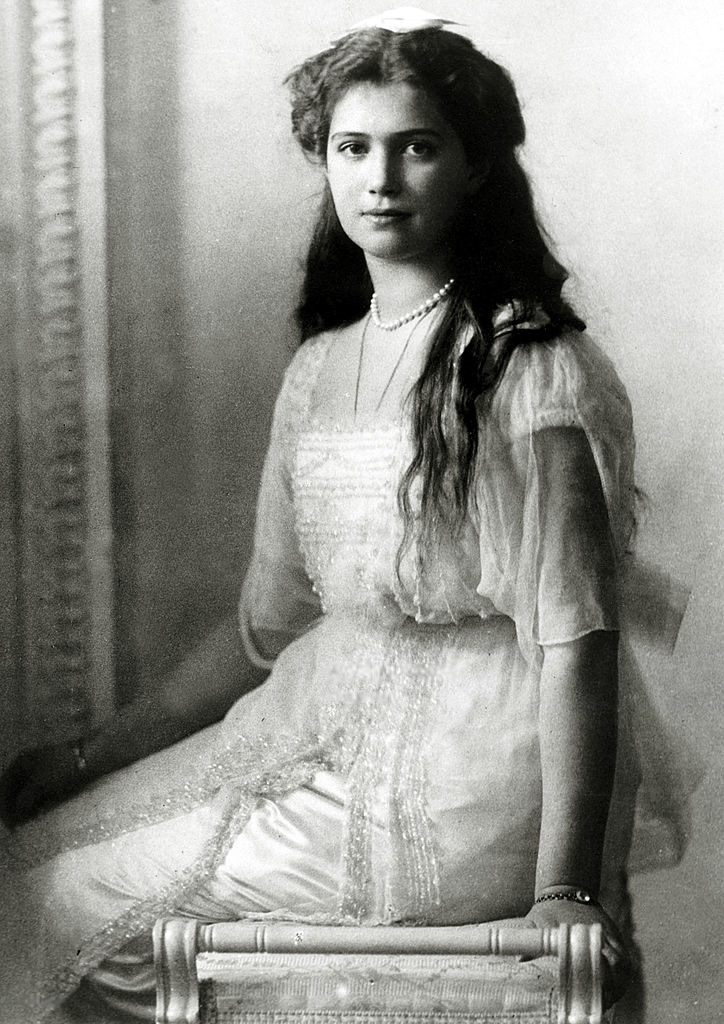
Marea Ducesă Maria Nicolaevna a Rusiei
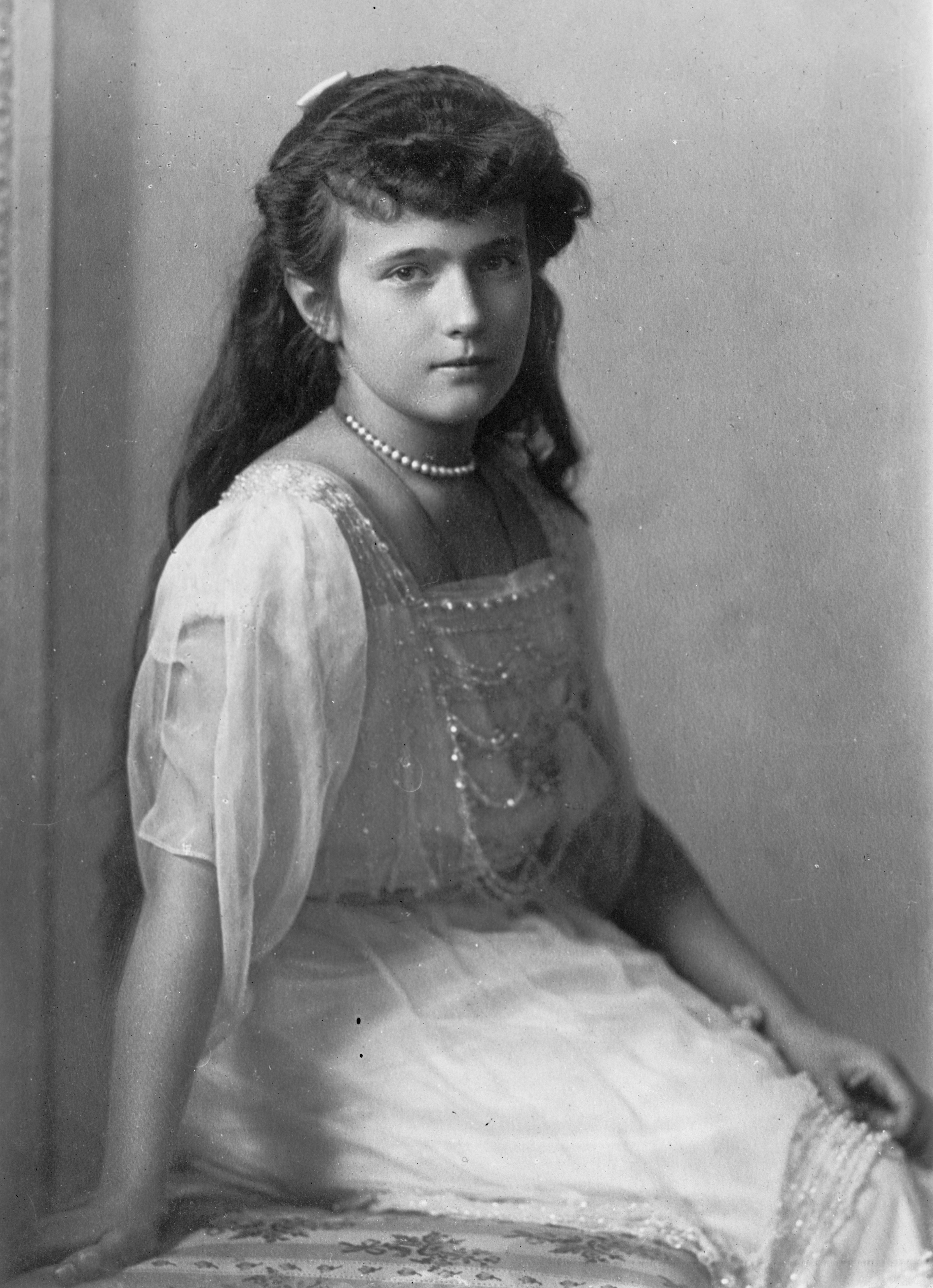
Marea Ducesă Anastasia Nicolaevna a Rusiei
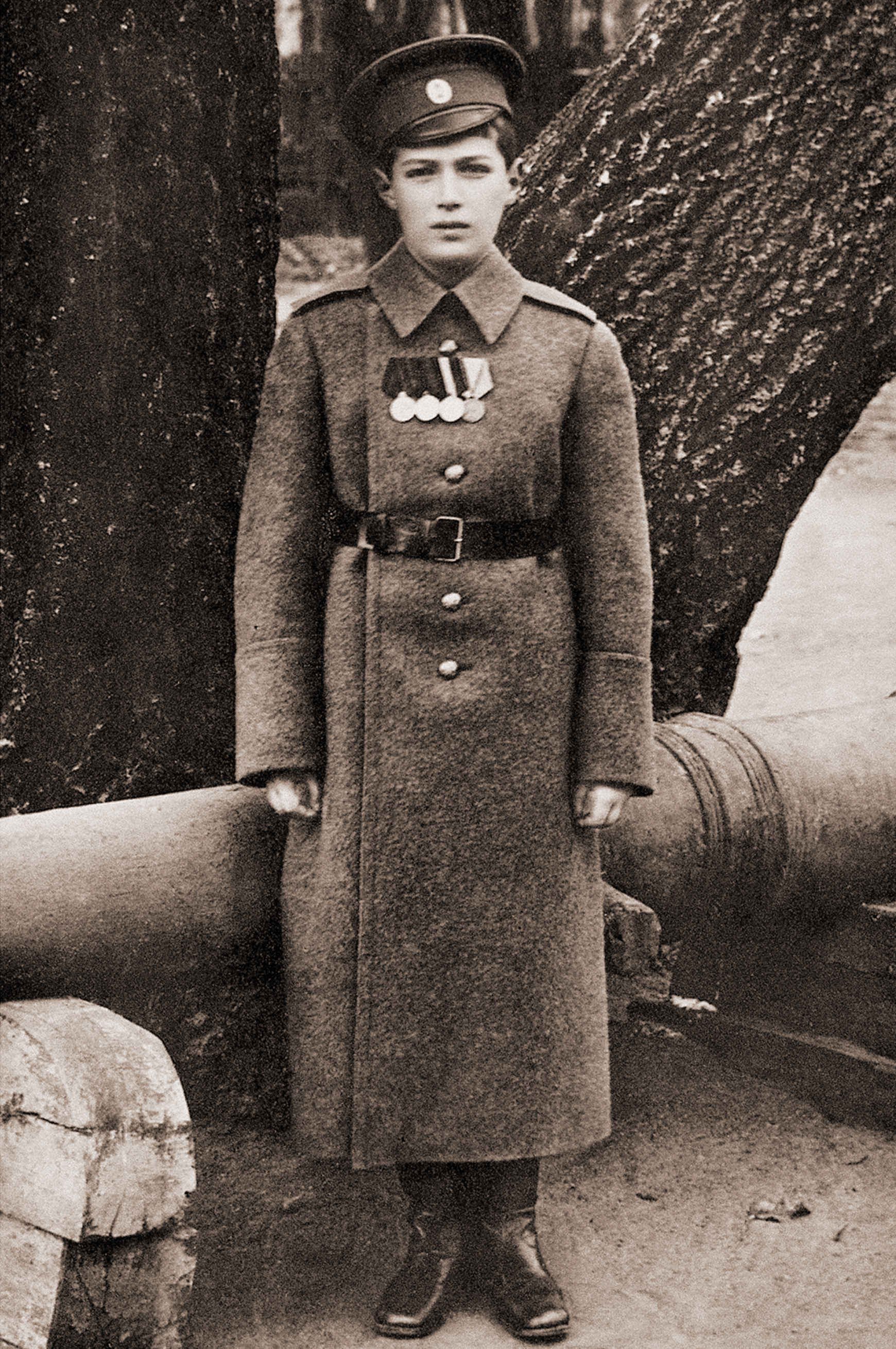
Țareviciul Alexei al Rusiei

- 17 iulie: Țarul Nicolae al II-lea al Rusiei, 50 ani (asasinat), (n. 1868)
- 17 iulie: Țarina Alexandra Feodorovna a Rusiei (n. Viktoria Alix Helena Luise Beatrice), 46 ani (asasinată), (n. 1872)
- 17 iulie: Marea Ducesă Olga Nicolaevna a Rusiei, 22 ani (asasinată), (n. 1895)
- 17 iulie: Marea Ducesă Tatiana a Rusiei, 21 ani (asasinată), (n. 1897)
- 17 iulie: Marea Ducesă Maria a Rusiei, 19 ani (asasinată), (n. 1899)
- 17 iulie: Marea Ducesă Anastasia a Rusiei, 17 ani (asasinată), (n. 1901)
- 17 iulie: Țareviciul Alexei al Rusiei (n. Alexei Nicolaevici Romanov), 13 ani (asasinat), (n. 1904)
- 18 iulie: Marea Ducesă Elisabeta Fiodorovna (n. Elisabeth Alexandra Louise Alice), 53 ani (asasinată), (n. 1864)
- 18 iulie: Marele Duce Serghei Mihailovici al Rusiei, 48 ani (asasinat), (n. 1869)
- 18 iulie: Prințul Ioan Constantinovici al Rusiei (n. Ioan Constantinovici Romanov), 32 ani (asasinat), (n. 1886)
- 18 iulie: Prințul Constantin Constantinovici al Rusiei, 27 ani (asasinat), (n. 1891)
- 18 iulie: Prințul Igor Constantinovici al Rusiei, 27 ani (asasinat), (n. 1894)
- 25 iulie: Árpád Abonyi (Csiba), 52 ani, scriitor, poet și jurnalist maghiar (n. 1865)
- 4 septembrie: Fania Kaplan (n. Fania Roitman), 28 ani, revoluționară rusă (n. 1888)
- 10 septembrie: Antal Acsay, 56 ani, scriitor, istoric și critic literar maghiar (n. 1861)
- 13 septembrie: Eduard, Duce de Anhalt (n. Eduard Georg Wilhelm Maximilian von Anhalt), 57 ani (n. 1861)
- 28 septembrie: Eduard von Keyserling, 63 ani, scriitor german (n. 1855)
- 14 octombrie: Ducesa Maria de Mecklenburg (n. Victoria Marie Auguste Luise Antoinette Karoline Leopoldine von Mecklenburg-Strelitz), 70 ani (n. 1878)
- 9 noiembrie: Guillaume Apollinaire (n. Wilhelm Albert Włodzimierz Apollinaris de Wąż-Kostrowicky), 38 ani, poet francez (n. 1880)

## Premii Nobel
- Fizică: Max Planck (Germania)
- Chimie: Fritz Haber (Germania)
- Medicină - Premiul în bani a fost alocat Fondului Special aferent acestei categorii
- Literatură - Premiul în bani a fost alocat Fondului Special aferent acestei categorii
- Pace: Premiul în bani a fost alocat Fondului Special aferent acestei categorii